# فرودگاه بین‌المللی گبرنیدر هراسیو گوزمن
فرودگاه بین‌المللی گبرنیدر هراسیو گوزمن (به انگلیسی: Gobernador Horacio Guzmán International Airport) (به زبان بومی: Aeropuerto Internacional de Jujuy - Gobernador Horacio Guzmán) یک فرودگاه همگانی و نظامی با کد یاتا JUJ است که یک باند فرود آسفالت دارد و طول باند آن ۲۹۵۰ متر است. این فرودگاه در کشور آرژانتین قرار دارد و در ارتفاع ۹۲۱ متری از سطح دریا واقع شده‌است.